# Vietnamesische Fußballnationalmannschaft (U-23-Männer)
Die vietnamesische U-23-Fußballnationalmannschaft ist eine Auswahlmannschaft vietnamesischer Fußballspieler. Sie untersteht dem vietnamesischen Fußballverband VFF und repräsentiert diesen international auf U-23-Ebene, etwa in Freundschaftsspielen gegen die Auswahlmannschaften anderer nationaler Verbände, bei U-23-Asienmeisterschaften sowie den Fußballturnieren der Olympischen Sommerspiele, der Asienspiele und der Südostasienspiele.
Bisher konnte sich die Mannschaft nicht für das olympische Fußballturnier qualifizieren. An der U-23-Asienmeisterschaft nahm Vietnam zweimal teil und wurde 2018 Zweiter. Bei den Südostasienspielen 2003, 2005 und 2009 gewann die Mannschaft jeweils die Silbermedaille. An den Asienspielen nahm Vietnam fünfmal teil und erreichte 2018 den vierten Platz. Im Februar 2022 gewann die Auswahl erstmals die U-23-Südostasienmeisterschaft durch einen 1:0-Sieg im Finale über Thailand.
Spielberechtigt sind Spieler, die ihr 23. Lebensjahr noch nicht vollendet haben und die vietnamesische Staatsangehörigkeit besitzen.

## Bilanzen
| Olympische Spiele - 1992 bis 1996: Nicht teilgenommen - 2000 bis 2020: Nicht qualifiziert U-22-/23-Asienmeisterschaften - 2014: Nicht qualifiziert - 2016: Gruppenphase - 2018: Zweiter - 2020: Gruppenphase - 2022: Qualifiziert Asienspiele - 2002: Gruppenphase - 2006: Gruppenphase - 2010: Achtelfinale - 2014: Achtelfinale - 2018: Vierter | Südostasienspiele - 2001: Gruppenphase - 2003: Zweiter - 2005: Zweiter - 2007: Vierter - 2009: Zweiter - 2011: Vierter - 2013: Gruppenphase - 2015: Dritter - 2017: Gruppenphase Südostasienmeisterschaft - 2019: Dritter - 2022: Sieger |